# 그리스 7현인

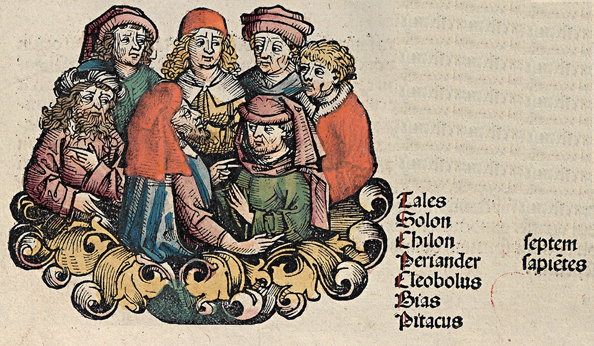
그리스 칠현인

그리스 7현인(그리스어: οἱ ἑπτὰ σοφοί hoi hepta sophoi 호이 헤프타 소포이)은 기원전 620년부터 기원전 550년에 영리하다고 불린 고대 그리스의 인물들이다.

## 개요
누구를 '7현인'에 포함시킬 것인지에 대해서는 고대의 서적에 따라 제각기 다르며 일관된 것이 없고, '일곱'(7)이라는 숫자로 칭해지고 있지만, 플루타르코스는 '델포이의 Ε에 임해서'에서 본래는 다섯 명이었지만, 두 명의 참주가 덕도 가지고 있지 않음에도 불구하고 권력으로 현인의 이름을 강탈했다고 주장하고 있다. 또, 누가 어떤 이유로 최초로 '현인'의 칭호를 얻었는지도 알 수 없다. 디오게네스 라에르티오스는 25명이나 거론하고 있다. 헤르미포스는 17명이라고 언급하였다. 이는 여러 그리스인들이 각기 서로 다른 명단을 만들었던 탓이다.
기원전 400년경 플라톤이 《프로타고라스》 중에서 든 것은 다음과 같다. 플라톤이 언급한 일곱 명은 모두 기원전 7세기에서 6세기에 걸쳐 살았던 인물들이다.
- 린도스의 클레오불로스 - 시와 경구와 수수께끼를 잘 짓기로 유명했다.
- 아테나이의 솔론 - 아테나이의 법을 재정비했으며 시에도 재능이 있었다.
- 스파르타의 킬론 - 고결한 성품과 진실된 조언으로 명망이 높았다.
- 프리에네의 비아스 - 탁월한 연설가로 이름높았다.
- 밀레토스의 탈레스 - '최초의 철학자'로서 유명. 기자의 피라미드의 높이를 비율을 사용해 구했고, 기원전 585년 최초의 일식을 예견하였는데, 이는 서양 철학사에서 연대를 신뢰할 수 있는 가장 오래된 기록이다.
- 미틸레네의 피타코스 - 현명한 지도자이자 입법자로 이름이 알려졌다.
- 코린토스의 페리안드로스

다만 플라톤은 코린토스의 페리안드로스 대신 케나이의 농부였던 뮤손을 거론했다. 뮤손은 델포이의 아폴론 신전에서 "당대에 살아있는 가장 지혜로운 자"라는 칭호를 받기도 했던 인물이었다.
그리스 7현인의 유명한 일화로는 그들의 사이에 벌어졌던 '지혜 가늠'이 있다. 바다 속에 가라앉아 있다가 우연히 발견된, 대장장이의 신 헤파이스토스가 만든 황금 솥을 둘러싸고 코스와 미레토스 사이에 전쟁이 벌어졌고 많은 사상자가 나왔다. 그들은 "과거, 현재, 미래를 지혜로 적시는 자"에게 솥이 돌아갈 때까지는 양국의 전쟁은 끝나지 않으리라는 델포이의 신탁에 따라 당시 현자로 이름이 나 있던 탈레스에게 솥을 주었지만, 그는 자신에게는 어울리지 않는다며 다른 현자에게 양보했다. 다른 현인들 역시 자신에게는 맞지 않는 것이라며 사양했고, 그렇게 서로 돌아가면서 사양하는 사이에 탈레스에게로 돌아왔다. 결국 탈레스는 이 황금 솥을 아폴론에게 봉납했고, 델포이에서 신탁을 전하는 퓨티아(무녀)는 이후 이 솥에 앉아서 신탁을 말하게 되었다는 것이다.
플라톤은 이들이 당대의 현인으로 칭해지게 된 연유에 대해 "그들은 모두 스파르타의 문화를 동경한다. 그들의 지혜는 모두가 간결하면서도 함축적인 문장과 인상적인 격언을 사용하는 스파르타의 문화에 속해 있는 것으로 보인다."라고 평하였다. 윌 듀란트에 따르면 그리스에서 가장 존경받는 현자는 이론가가 아니라 자기 지혜를 세상에서 적극 활용한 사람들이었다. 이런 현자의 말은 그리스인들 사이에 격언처럼 여겨졌고, 어떤 경우에는 델포이의 아폴론 신전에 새겨지기도 했다. 이를테면 사람들은 "가장 불행한 인간은 불운을 이겨 내는 법을 배우지 못한 사람" "인간은 길거나 짧은 인생을 살도록 운명으로 정해진 것처럼 자신의 삶을 다스려야 한다" "지혜는 젊었을 때부터 늙을 때까지 여행의 수단으로 소중히 여겨야 한다. 다른 어떤 소유물보다 지혜가 더 오래 가기 때문이다" 등의 비아스의 경구를 자주 인용하곤 하였다.
그리스 7현인으로 꼽히는 이들 모두는 조언, 리더십, 변호, 법제 개혁 등의 분야에서 같은 시대의 다른 사람들에 비해 특출했다고 할 수 있다. 또한 그들이 살았던 시대에는 조언자나 입법가, 개혁가 등의 역할을 많은 사람은 대단히 지혜로운 것으로 여겨졌다. 플라톤이나 플루타르코스 모두 이들 일곱 현인을 선출한 공통적 기준을 공들여 설명하였지만, 7현인이 어떤 식으로든 지혜롭기는 했지만 모두가 같은 방식으로 지혜롭지는 않았기에, 플라톤이나 플루타르코스 모두 그 '어떤 공통점'을 설명하는 용어에 제약을 느꼈던 것으로 보인다.

## 참고 문헌
- 우치야마 가쓰토시 편저, '철학의 역사 1', 중앙공론 신사, 2008년
- 트레버 커노 저, 정연우 옮김 《지혜의 역사 - 역사 속 지혜는 어떤 모습이었나》 도서출판 한문화, 2018년
- 윌 듀런트 저, 김운한 역 《문명 이야기》2: 그리스 문명(1), 민음사, 2011년